# وميض (شاشة)
وميض (بالإنجليزية: Flicker) هو تغير مرئي في السطوع بين الدورات المعروضة على شاشات الفيديو. ويرتبط هذا بفترة التحديث في أجهزة التلفاز وشاشات الحاسوب التي تعمل بصمام الأشعة المهبطية، وكذلك في شاشات العرض البلوري السائل.

## ظاهرة الوميض
يحدث الوميض في شاشات صمام الأشعة المهبطية عندما تعمل بمعدل تحديث منخفض، مما يسمح للسطوع بالانخفاض لفترات زمنية طويلة بما يكفي لتلاحظها العين البشرية، ويرتبط ذلك بمبدأي دوام الرؤية وعتبة اندماج الوميض. ففي معظم الأجهزة، تفقد المادة الفوسفورية للشاشة إثارتها بسرعة بين كل مسح من قبل المدفع الإلكتروني، ولا تستطيع الإضاءة المتبقية سد هذه الفجوات، وهو ما يعرف بـثبات الفوسفور.
معدلات التحديث المنخفضة، مثل 60 هرتز، تُسبب غالبًا ظهور وميض مرئي على معظم الشاشات، لا سيما شاشات صمام الأشعة المهبطية. ويبدأ هذا الوميض بالاختفاء تدريجيًا عند استخدام معدلات تحديث تتراوح بين 70 و90 هرتز، حيث يجد معظم المستخدمين أنها توفر عرضًا أكثر راحة وخاليًا من الوميض. ورغم أن معدلات التحديث التي تتجاوز 120 هرتز قد تقلل الوميض بشكل طفيف، إلا أن استخدامها نادر لأنها تؤثر على دقة العرض ولا تقدم فائدة كبيرة من حيث تحسين جودة الصورة. وبالمثل، تعاني شاشات العرض البلوري السائل من تأثير مماثل، إذ يتلاشى سطوع وحدات البكسل بين كل تحديث، مما يؤدي إلى وميض مشابه لذلك الذي يحدث في الشاشات التقليدية.
في الشاشات ذات العرض البلوري السائل ، لا تومض البلورات نفسها، بل تحتفظ بدرجة الشفافية نفسها حتى تُحدث في الإطار التالي. ومع ذلك، ولمنع حدوث تلف ناتج عن تراكم الشحنة الكهربائية، يُبدل الجهد المطبق على كل بكسل بسرعة بين القيم الموجبة والسالبة، وتُعرف هذه العملية بعكس القطبية. من الناحية المثالية، لا ينبغي أن يكون لهذا التبديل أي تأثير مرئي، لأن البكسل يُفترض أن يُظهر نفس مستوى السطوع سواءً طُبّق عليه جهد موجب أو سالب. لكن في الواقع، يوجد فرق طفيف يؤدي إلى وميض غير ملحوظ تقريبًا لكل بكسل بمعدل يقارب 30 مرة في الثانية. يمكن تقليل هذا الأثر باستخدام أنماط عكس قطبية مختلفة، مثل عكس القطبية لكل سطر أو لكل بكسل على حدة، بدلاً من عكسها لكامل الشاشة في وقت واحد. وفي بعض الحالات، يمكن الكشف عن نوع الشاشة من خلال استخدام أنماط خاصة تُصمم لإبراز هذا الأثر.
استخدمت شاشات العرض البلوري السائل القديمة مصابيح فلورية تومض بتردد 100-120 هرتز. أما شاشات الصمام الثنائي الباعث للضوء لأحدث ذات الإضاءة الخلفية الفلورية فتستخدم موازن إلكتروني يومض بتردد 25-60 كيلو هرتز، وهو ما يقع خارج نطاق الإدراك البشري بكثير. ولا توجد حاجة متأصلة لأضواء الخلفية للوميض على الإطلاق.
علاوة على أي وميض متأصل في الإضاءة الخلفية، تستخدم معظم تصميمات الإضاءة الخلفية الفلورية وتضمين عرض النبضة أو كل نطاق التعتيم الخاص بها عن طريق التشغيل والإيقاف بترددات تتراوح من عدة كيلو هرتز وصولاً إلى 180 هرتز فقط. ومع ذلك، توجد بعض التصميمات الخالية من الوميض التي تستخدم تعتيم تيار مستمر تناظري حقيقي.